# Сант-Андреа-ді-Конца
Сант-Андреа-ді-Конца (італ. Sant'Andrea di Conza) — муніципалітет в Італії, у регіоні Кампанія,  провінція Авелліно.
Сант-Андреа-ді-Конца розташований на відстані близько 270 км на південний схід від Рима, 95 км на схід від Неаполя, 50 км на схід від Авелліно.
Населення — 1566 осіб (2014).

## Демографія
Населення за роками:

Станом на 1 січня 2023 року в муніципалітеті офіційно проживало 149 іноземців з 20 країн, серед них 10 громадян країн Євросоюзу та 39 громадян України.

## Сусідні муніципалітети
- Конца-делла-Кампанія
- Пескопагано